# (4361) Nezhdanova
(4361) Nezhdanova es un asteroide perteneciente al cinturón de asteroides, descubierto el 9 de octubre de 1977 por la astrónoma soviética Liudmila Chernyj desde el Observatorio Astrofísico de Crimea (República de Crimea), Rusia).

## Designación y nombre
Designado provisionalmente como  1977 TG7. Fue nombrado Nezhdanova en honor a la soprano rusa Antonina Nezhdanova.